# Molesden
Molesden lub Molesdon – przysiółek w Anglii, w Northumberland, w dystrykcie (unitary authority) Northumberland. Leży 30 km od miasta Alnwick, 22,4 km od miasta Newcastle upon Tyne i 420,1 km od Londynu. W 1951 roku civil parish liczyła 17 mieszkańców.